# Cyananthus
Cyananthus es un género de plantas  perteneciente a la familia Campanulaceae. Contiene 22 especies aceptadas de las 45 descritas. También están aceptados 8 taxones infraespecíficos Es originario del Himalaya hasta China y norte de Birmania.

## Taxonomía
El género fue descrito por Wall. ex Benth. in J.F.Royle y publicado en Illustrations of the Botany ... of the Himalayan Mountains ... 1: 309. 1836. La especie tipo es: Cyananthus integer Wall. ex Benth.

## Especies aceptadas
A continuación se brinda un listado de las especies del género Cyananthus aceptadas hasta octubre de 2013, ordenadas alfabéticamente. Para cada una se indica el nombre binomial seguido del autor, abreviado según las convenciones y usos.
- Cyananthus cordifolius Duthie
- Cyananthus cronquistii K.K.Shrestha
- Cyananthus delavayi Franch.
- Cyananthus dolichosceles Marquand
- Cyananthus fasciculatus C.Marquand
- Cyananthus flavus C.Marquand
- Cyananthus formosus Diels
- Cyananthus hayanus C.Marquand
- Cyananthus himalaicus K.K.Shrestha
- Cyananthus hookeri C.B.Clarke
- Cyananthus incanus Hook.f. & Thomson
- Cyananthus inflatus Hook.f. & Thomson
- Cyananthus integer Wall. ex Benth.
- Cyananthus leiocalyx (Franch.) Cowan
- Cyananthus lichiangensis W.W.Sm.
- Cyananthus lobatus Wall. ex Benth.
- Cyananthus longiflorus Franch.
- Cyananthus macrocalyx Franch.
- Cyananthus microphyllus Edgew.
- Cyananthus pedunculatus C.B.Clarke
- Cyananthus pilosus (C.Marquand) K.K.Shrestha
- Cyananthus sherriffii Cowan